# Battaglia di Bulgarophygon
La battaglia di Bulgarophygon, anche conosciuta come battaglia di Bulgarofigo, fu combattuta tra l'esercito bizantino e quello bulgaro comandato da Simeone I.

## Storia
Nell'894 i Bizantini avevano spostato il mercato delle merci bulgare da Costantinopoli a Tessalonica, dove i mercanti slavi venivano tassati maggiormente; Simeone I, principe di Bulgaria, decise di dichiarare guerra all'Impero bizantino. In una prima battaglia i Bizantini vennero sconfitti, ma Simeone venne impegnato dalle incursioni degli Ungari, che lo attaccarono alle spalle con il sostegno dei Bizantini. Dopo essere stati sconfitti per due volte, i Bulgari, comandanti dal padre di Simeone, Boris I, riuscirono a sconfiggere gli Ungari nella battaglia del Bug meridionale, nell'estate dell'896. Questo permise a Simeone di concentrare le proprie forze sul fronte bizantino.
I Bizantini avevano nel frattempo raccolto in Europa le truppe impegnate sul fronte orientale contro gli Arabi: ciò nonostante i Bulgari ottennero una vittoria decisiva.
Simeone si spinse fino ad assediare Costantinopoli, ma l'imperatore Leone VI (886-912) riuscì a respingerlo facendo ricorso ai prigionieri arabi. La guerra ebbe fine con la stipula di una pace, che durò fino alla morte di Leone nel 912, in base alla quale i Bizantini dovettero pagare un tributo annuale e cedere ai Bulgari una porzione di territorio a ridosso del mar Nero.